# Anna Funder
Anna Funder (Melbourne, 1966 –) ausztrál írónő.

## Élete
Általános iskolába Melbourne-ben és Párizsban járt; a Star of the Sea College-ba járt, és Duxként végzett 1983-ban. A Melbourne-i Egyetemen és a nyugat-berlini Freie Universität-en tanult, BA és LLB (jogi) diplomával rendelkezik. Emellett a Melbourne-i Egyetemen szerzett MA fokozatot, valamint a Sydney-i Műszaki Egyetemen doktorált kreatív művészetekből. Funder az ausztrál kormánynál dolgozott nemzetközi jogászként az emberi jogok, az alkotmányjog és a szerződéstárgyalások területén, majd az 1990-es évek végén teljes munkaidőben írt.
Funder írását számos elismerésben és díjban részesítették. Esszéi, cikkei és rovatai számos kiadványban jelentek meg, mint például a The Guardian, a The Sunday Times, a The Sydney Morning Herald, a Best Australian Essays és a The Monthly. Nyilvános előadóként turnézott, és egykori DAAD (Berlin), Australia Council for the Arts, NSW Writing és Rockefeller Alapítvány munkatársa.
2011-ben az Australia Council Literature Board tagjává nevezték ki.
Funder folyékonyan beszél franciául és németül. Férjével és három gyermekével a New York állambeli Brooklynban élt, de három és fél év után visszatért Ausztráliába.

## Stasiland
A Stasiland-ban történeteket mesél el azokról az emberekről, akik ellenálltak a kelet-német kommunista diktatúrának, és azokról, akik a titkosrendőrségnek, a Állambiztonsági Minisztériumnak dolgoztak. A Stasiland húsz országban jelent meg, és tizenhat nyelvre fordították le szerte a világon.
A Stasiland 2004-ben elnyerte a Samuel Johnson-díjat, valamint az Age Book of the Year Award, a Guardian First Book Award, a Queensland Premier's Literary Award, az Adelaide Festival Awards for Literature (Innovation in Writing), az Index Freedom of Expression Awards és a W.H. Heinemann-díjat.

## All That I Am
Funder 2012-ben megjelent All That I Am című regénye négy német-zsidó, Hitler-ellenes aktivista kényszerű Londonba menekülésének történetét meséli el, akik veszélyes és illegális munkát végeztek, amikor kicsempészték az iratokat Göring irodájából és átadták azokat Winston Churchillnek, hogy próbálja figyelmeztetni a világot Hitler háborús terveire. De a Gestapo – már ilyen korán is – aktív volt Londonban. 1935-ben kettőjüket (mindketten nők) rejtélyes körülmények között holtan találtak egy zárt szobában megmérgezve Bloomsburyben. A halottkém a halálesetekkel kapcsolatos vizsgálata eltussolás volt. Funder regénye újragondolja a bátorságot, a vágyat és az ellenállást, és azt, ami abban a szobában történt. A könyvet "Nagyszerű" (The Spectator), "erős és lenyűgözően humánus" (Times Literary Supplement), "Graham Green-i arányok gyönyörű együttes regénye" (Weekendavisen, Dánia) és "alapvető regény" (Colum McCann) méltatásokkal emlegették.
Az All That I Am húsz országban jelent meg és több mint másfél évet töltött a bestseller-listán, többször szerepelt az első helyen. A regény a BBC Book of the Week (A hét könyve) és "Book at Bedtime in the UK" lett, valamint a The Times (London) a hónap könyve 2012 májusában.

## Emberi jogi tevékenységek
Funder a norvég székhelyű Nemzetközi Menedékvárosok Hálózatának (International Cities of Refuge Network – ICORN) nagykövete. Az ICORN városok globális hálózata, amely biztonságos menedéket kínál az üldözött íróknak. Tagja az Australian Privacy Foundation tanácsadó testületének.
Tagja a Folio Prize Academy és a PEN International ausztrál és egyesült államokbeli részlegének. 2007-ben őt választották egy PEN 3 Writers Lecture előadására.

## Nyilvános szereplések és neves előadások
Funder esszéi, cikkei és rovatai számos kiadványban jelentek meg, köztük a The Guardianben, a The Sydney Morning Heraldban és a Ny Tidben, és beválasztották a "Best Australian Essays", legjobb ausztrál esszék kategóriába. A The Guardianben és a Good Weekendben megjelent „Secret History” című írása, amely a német hatóságok által homályban tartott náci haláltáborok aktáiról szól, 2007-ben elnyerte az ASA Maunder-díjat az újságírásért.
Számos névre szóló előadást tartott, többek között:
- Allen Missen Address for Liberty Victoria[18]
- PEN Three Writers Lecture[19]
- The closing address for the Perth Writers Festival 2013
- Dymphna Clark Memorial Lecture 2013[20]
- ICORN Oration 2013.

## Díjak és kitüntetések
- DAAD Fellowship
- Samuel Johnson Prize, 2004
- ASA Maunder Prize, 2007
- Rockefeller Foundation Fellowship, 2008
- Australia Council Fellowship
- NSW Writing Fellow, 2010
- In 2011 she was named one of the Sydney Morning Herald's '100 People of Influence' in Australia[21]
- West Australian Premier's Prize, 2011
- West Australian Premier's People's Choice Award, 2011
- BBC Book of the Week and Book at Bedtime in the UK, 2011
- The Miles Franklin Prize, 2012[11]
- Australian Book Industry Award (ABIA) Book of the Year, 2012
- ABIA Literary Fiction Book of the Year, 2012
- Nielsen BookData Bookseller's Choice Award, 2012
- Barbara Jefferis Award, 2012
- The Indie Book of the Year, 2012
- The Indie Best Debut Fiction, 2012
- The Times (London) Book of the Month for May 2012
- In 2012 she was appointed to the Literature Board of the Australia Council
- Anna was the winner of InStyle Magazine's Woman of Style Award for Arts & Culture 2013[22]

## Könyvei
- Funder, Anna. Stasiland: Stories from behind the Berlin Wall. London: Granta (2003). ISBN 978-1-86207-655-6. OCLC 55891480
  - Stasiország (Stasiland) – Európa, Budapest, 2014 · ISBN 9789630795678 · Fordította: Daróczi Péter
- Funder, Anna. All That I Am. London: Penguin Books (2011). ISBN 978-1-926428-33-8
  - Amivé lettünk (All That I Am) – Európa, Budapest, 2013 · ISBN 9789630796422 · Fordította: Kallai Nóra
- Funder, Anna. The Girl with the Dogs. Australia: Penguin, 80. o. (2015). ISBN 978-0-14357-350-0
- Funder, Anna. Wifedom – Mrs Orwell's Invisible Life. Hamish Hamilton(wd) (2023). ISBN 9780143787112 about Eileen Blair(wd),[23] George Orwell's first wife.

## Fordítás
- Ez a szócikk részben vagy egészben  az   Anna Funder című angol Wikipédia-szócikk fordításán alapul.  Az eredeti cikk szerkesztőit annak laptörténete sorolja fel. Ez a jelzés csupán a megfogalmazás eredetét és a szerzői jogokat jelzi, nem szolgál a cikkben szereplő információk forrásmegjelöléseként.